# Каррион, Даниэль Альсидес
Даниэль Альсидес Каррион Гарсия (13 августа 1857, Серро-де-Паско — 5 октября 1885, Лима) — студент-медик из Перу, пожертвовавший собой путём заражения бактериями Bartonella bacilliformis с целью изучения развития инфекции. Позднее болезнь (бартонеллёз или перуанская бородавка), вызванная данными бактериями, была названа в честь него болезнью Карриона. Считается мучеником перуанской медицины.

## Биография
Родился в семье врача и юриста Бальтасара Карриона Торреса и Долорес Гарсия Наварро. Даниель учился в гимназии в городе Серро-де-Паско.
Осиротел в возрасте 8 лет в результате случайной смерти отца и поэтому был вынужден продолжить учёбу в городе Тарма на попечении родственников своей матери. В 14 лет переехал в Лиму и поступил в колледж Гуадалупе, где учился с 1873 года по 1878 год, закончив его с большинством отличных оценок. После получения диплома о среднем образовании он поступил в 1878 году на медицинский факультет университета Сан-Маркос, где проводил успешные медицинские исследования.
Во время обучения он заинтересовался двумя характерными заболеваниями центральной долины Перу. Одна, известная под названием «лихорадка Ла Оройя», характеризовалась лихорадкой и прогрессивной анемией. Хотя лечение в то время проводилось, смертность приближалась к 100 %. Другая болезнь, которая называлась «перуанская бородавка», также была распространена. Она отличалась доброкачественным течением с внезапным появлением на коже узелков и нескольких конституционных симптомов. До этого считалось, что эти два заболевания были различной этиологии.
Желая прояснить вопрос, Каррион 27 августа 1885 года с помощью доктора Эваристо М. Чавеса сделал себе инъекцию крови пациентки Кармен Паредес, проходившей лечение от перуанской бородавки в больнице Мерседес дель Дос де Майо в Лиме. Через двадцать дней он почувствовал первые симптомы лихорадки Оройя, которая продолжила характерное развитие. Каррион сам писал свою историю болезни до 26 сентября, пока не был поражён лихорадкой, анемией и не впал в бред. По его просьбе его товарищи продолжили важные клинические записи, которые он начал.
Даниэль Альсидес Каррион был переведён в Мезон де Санте 4 октября в состоянии агонии и умер на следующий день, 5 октября 1885 года, прожив сорок дней с момента прививки. Его последние слова были: — C’est fini — «это конец». Перед этим он выразил пожелание, чтобы исследования шли и дальше для лучшего понимания болезни: «Я ещё не умер, мой друг, теперь Ваша очередь завершить начатую работу». Останки Даниэля Альсидеса Карриона покоятся на кладбище отца Матиаса Маэстро (исп. Cementerio Presbítero Matías Maestro). Многие академические институты, больницы, стадионы и школы в Перу носят его имя.

## Память
Национальный герой Перу
7 октября 1991 года перуанское правительство (Закон № 25 342) объявило Даниэля Альсидеса Карриона национальным героем Перу.
Названы в его честь
- болезнь Карриона, как альтернативное имя для лихорадки Оройя или Перуанской бородавки;
- город Даниэль Альсидес Каррион в провинции Паско;
- 5 октября (день смерти) — день перуанской медицины[3];
- национальный университет Даниэль Альсидес Каррион в Серро-де-Паско;
- государственная больница Даниэля Альсидеса Карриона в Кальяо;
- футбольный стадион Даниэль Альсидес Каррион в городе Серро-де-Паско;
- медицинский колледж «Даниэль Альсидес Каррион» в городе Ика.